# Bosarps jär
Bosarps jär är ett naturreservat i Bosarps socken i Eslövs kommun i Skåne.
Reservatet består av en cirka 2,5 km lång rullstensås av getryggstyp. Åsen, som bildades genom isälvsavlagringar av inlandsisens smältvattensströmmar, är en så kallad getryggsås som med sin upp till 20 m höga skogbeklädda smala åskam och branta sidor dominerar den flacka jordbruksbygden kring Bosarp. En stor del av Bosarps Jär är täckt av ädellövskog. Hagmarker finns i de centrala och västra delarna.

## Flora
Ädellövskogen består till största delen av bok och ek med inslag av alm, avenbok, lind och lönn. Markfloran består av arter som blåsippa, gullris, gulplister, gökärt, höstfibbla, skogsbingel, svalört, teveronika och ängssyra. På hagmarkerna växer förutom grova bokar och ekar även björk och hassel.

## Vägbeskrivning
Bosarps jär naturreservat ligger ca 5 km norr om centrala Eslöv, vid Länsväg 113 mot Hasslebro – Höör. Strax söder om Bosarp tar man av mot Stehag. Det finns en rastplats vid vägen till Hemmingsberga. Från rastplatsen kan man gå upp på åsen via en trappa.